# ليف أريكسون
ليف أريكسون (بالسويدية: Leif Eriksson)‏ (مواليد 20 مارس 1942) هو لاعب كرة قدم. يلعب مع منتخب السويد لكرة القدم. سبق له أن لعب في كأس العالم لكرة القدم مع منتخب بلاده.

## روابط خارجية
- ليف أريكسون على موقع الاتحاد الدولي (مؤرشف)  (الإنجليزية)
- ليف أريكسون على موقع الاتحاد الأوربي (الإنجليزية)
- ليف أريكسون على موقع قاعدة بيانات كرة القدم.إي يو (الإنجليزية)
- ليف أريكسون على موقع ناشيونال فوتبول تيمز (الإنجليزية)
- ليف أريكسون على موقع عالم كرة القدم.نت (الإنجليزية)